# Hrvatsko-bunjevačko kulturno-umjetničko društvo "Lemeš"
Hrvatsko bunjevačko kulturno-umjetničko društvo "Lemeš" je kulturno-umjetničko društvo bunjevačkih Hrvata iz bačkog sela Lemeša, Vojvodina.
Djeluje u prostorijama Mjesne zajednice. Predsjednica Društva od 2002. je Marija Bagi. Sadašnji predsjednik Društva je Marko Vilić. Danas djeluju literarna, dramska, glazbena, folklorna sekcija i etno odjel.

## Povijest
Kulturne aktivnosti u Lemešu sežu od konca 1970-ih. Godine 1978. pri mjesnoj osnovnoj školi učitelj Stipan Vidaković osnovao je dramski odjel, a bračni par Maca i Milovan Mandić folklorni odjel pri Mjesnoj zajednici. Oba su odjela javno nastupala u prostorima mjesnog Konjičkog kluba Vojvodina. Konjički klub je inicirao da se odjeli osamostale te je godine 1986. osnovan KUD Bratstvo-jedinstvo, čiji je sljednik HBKUD Lemeš. KUD Bratstvo-jedinstvo je ostvario uspješni rad. Djeluje do 1990., kad se naglo smanjuje članstvo i prestaje s aktivnošću. Godine 1994. KUD Bratstvo-jedinstvo organizirao je prvu seosku dužijancu, a nagodinu priredili svečanu svetu misu zahvalnicu za plodove zemlje. Godina 1999. vodi se kao godina osnivanja HBKUD Lemeš.
Godine 2000. pokrenuti su uz postojeća dva i novi odjeli: etno, literarni te pjevački, a članstvo se znatno povećava. Godine 2002. bili su proglašeni najboljim u Vojvodini (Smotra narodnog stvaralaštva Vojvodine) u običajnom djelu i jedina hrvatska udruga koja se probila do saveznoga nivoa na završnom natjecanju. Godine 2002. KUD je promijenio ime u Lemeš u čast 250-te obljetnice postojanja sela. Isprve djeluje kao KUD Lemeš, katkad i kao BKUD Lemeš.
Djelovanje se susreće s Udrugom Knezi Stipan Šimeta. Udruga "Knezi Stipan Šimeta" bila je od osnutka pod velikim pritiskom osporavanja hrvatstva Bunjevcima da bi ubrzo nekolicina ljudi iz rukovodstva napustilo udrugu i osnovalo drugu pod nazivom "Kulturno umetničko društvo Lemeš" (2005.) koja je godine 2008. promijenila naziv u Hrvatsko-bunjevačko kulturno umjetničko društvo "Lemeš".
Tek je 2006. završena i formalna promjena imena KUD Lemeš u HBKUD Lemeš.
KUD je sudjelovao na brojnim smotrama i folklornim priredbama u zemlji i Hrvatskoj (Bezdan, Bereg, Novi Sad, Sombor, Subotica, Đakovo). Dramska skupina redovita je sudionica Festivala amaterskog teatra u Mirgešu, pjevački odjel Festivala marijanskog pučkog pjevanja u Monoštoru te smotre u Topolju (Hrvatska), pjesnička skupina redovita je na godišnjim susretima pučkih pjesnika Lira naiva.
HBKUD Lemeš samostalno organizira nekoliko manifestacija lokalnog značaja:
- Marinski bal
- blagoslov mladoga žita na Markovo i godišnji koncert udruge (25. travnja)
- Dužijancu – trodnevno slavlje: prvi dan etno izložba i promocija knjige pjesama Lira naiva, drugi dan risarsku večer, treći dan svečana sveta misa i ophodnja sela fijakerima
- sveta misa zahvalnica za plodove zemlje (u listopadu)
- koncert u susret Božiću s izložbom rukotvorina mještanki.

## Vanjske poveznice
- Profil dramske sekcije HBKUD Lemeš na Facebooku